# Pieter Hermansz Verelst
Pour les articles homonymes, voir Verelst.
Pieter Hermansz Verelst, né vers 1618 et mort en 1678, est un peintre de l'école flamande.

## Biographie
Peintre de Dordrecht, il a passé quelque temps à La Haye.
Il a peint surtout des scènes de genre mais aussi quelques peintures religieuses. Il fut l'élève de Rembrandt mais peut être aussi de Gérard Dou.

### Descendance
Pieter Hermansz Verelst (c. 1618-c. 1678)
______________|
______________|__________________________________________________________________________________________________
______________|__________________________|_______________________________________________________________________|
Simon Verelst (1644–1721)______Herman Verelst (1641-1690 ou 1702)___________________________________________John Verelst (1648-1734)
_________________________________________|
_________________________________________|______________________________________
_________________________________________|______________________________________|
________________________________Maria Verelst (1680-1744)_______________Cornelis Verelst (1667-1734)
___________________________________________________________________________________________William Verelst (1704-1752) (fils de Cornelis ou John)

## Œuvres

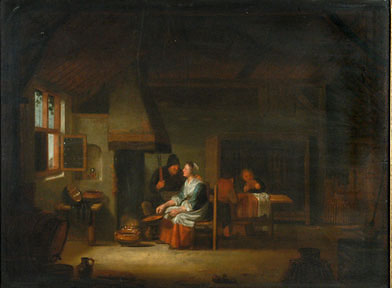
Scène de genre, coll. part.

- Portrait d'Agatha Van Hartigsvelt, 1642, huile sur bois, Musée des beaux-arts, Dijon
- Dame avec une orange, 1653, Schlossmuseum, Oranienburg
- Le Christ devant Caïphe, huile sur bois, Monastère royal de Brou.
- Paysage, bois, 25 × 29 cm : « Une bergère appuyée sur un rocher, garde ses moutons au bord d'un ruisseau sortant d'un bois »[1].